# 3-メチルフラン
3-メチルフラン（英語: 3-methylfuran）は、化学式が  C5H6O の有機化合物である。ヒドロキシルラジカルとイソプレンとの気相反応によって生成する。
マウスでは吸入により毒性を示す。